# Зейнеп Гедізліоглу
Зейнеп Гедізліоглу (тур. Zeynep Gedizlioğlu, 4 грудня 1977, Ізмір) — турецька композиторка.

## Біографія
Вивчала особливості гри на гобої та композицію, сольфеджіо та музичну теорію в Державному університеті витончених мистецтв в Стамбулі, в Стамбульської академії, а потім в Саарбрюккене у Тео Брандмюллер, в Страсбурзі у Івана Феделе. Один семестр 2007 навчалася у Вольфганга Риму в Карлсруе. Займалася в Літній школі нової музики в Дармштадті, у Франсуа Донато в IRCAM. Дебютувала в Стамбулі музикою до вистав за п'єсами С.Беккета і Е. Бонда. Писала для квартету Ардітті, Ensemble Recherche. Брала участь в проекті піаністки Сиди Редер «Слухаючи Стамбул» (Istanbul hören — eine Begegnung mit zeitgenössischer türkischer Musik, 2010), який представляє сучасну музику Туреччини.
Живе та працює в Парижі.
Її твори виконують оркестр Південно-Західного радіо Німеччини, симфонічний оркестр Наварри, національний оркестр Лотарингії, Ensemble Recherche, Arditti Quartet та ін. оркестри та ансамблі.

## Вибрані твори
- 1995: Kusku for piano
- 1996: Untitled I for piano
- 1997: Untitled II for piano
- 1998: Studies, octet for two flutes, two oboes, two clarinets and two bassoons
- 1999: Studies, composition for string quartet
- 2000: Player, музыка к спектаклю Сахики Теканд
- 2001: Vier Stücke für Oboe, Klarinette und Fagott
- 2002: Rufe for clarinet solo
- 2002: Atemlos for electronics
- 2002: Blank blank blank, blank for voice solo
- 2003: Pentagramme for piano
- 2003: Die Tat for electronics
- 2004: Evokation for 11 winds
- 2005: Dialogo a tre for recorder, violin and cembalo
- 2006: Ungleiche Gleichungen for clarinet and violoncello
- 2006: Yol for clarinet, vibraphone, violin, violoncello and piano
- 2007: Akdenizli for violin, viola and piano
- 2007: Susma, string quartet N° 2
- 2008: Die Wand entlang for piano
- 2009: Wenn Du mich hörst, klopf zweimal for soprano and string quartet
- 2009: Flur for mixed choir
- 2009: Mut for four violoncellos
- 2010: Sokakta (Outdoors) a performance for saxophone quartet
- 2010: Kesik (Cut) for 12 instruments
- 2011: Denge for piano
- 2011: Breath for Mathilde for bariton saxophone and electronics, для саксофоністки Матильди Сальві

## Визнання
Заохочувальна премія Ференца Ліста Веймарської вищої школи музики (2010). Заохочувальна композиторська премія Ернста фон Сіменса (2012), інші премії та стипендії.